# Martha M. Robbins
Martha M. Robbins (1967) es una primatóloga estadounidense, experta en zoología, ecología y antropología biológica. Sus estudios se han centrado en el comportamiento social, las estrategias reproductivas, la dinámica de población, la endocrinología y la genética de los gorilas, trabajando para la conservación  de estos grandes simios en peligro de extinción. Actualmente es investigadora del Departamento de Primatologia del Instituto Max Planck de Antropología Evolutiva.

## Formación y trayectoria profesional
Se licenció en biología y psicología por la Universidad de Carolina del Sur (1989) y se doctoró en zoología por la Universidad de Wisconsin (1996). Empezó su carrera como investigadora a principios de la década de 1990 al Centro de Investigación Karisoke, a Ruanda, donde realizó su investigación de doctorado sobre los gorilas de montaña. Posteriormente empezó un proyecto de investigación a largo plazo en el parque nacional de la selva impenetrable de Bwindi, Uganda, para estudiar la población de los gorilas de montaña. El 2005 inició el proyecto en el parque nacional de Loango, Gabón, para estudiar un grupo de gorilas de las llanuras occidental. También ha colaborado con varias ONG y organizaciones como por ejemplo la Dian Fossey Gorilla Fund International (Digit Fund) o con el Proyecto Gorilas de Mbeli Bai entre otros. Como docente ha sido profesora del Departamento de Psicología  de la Universidad de Wisconsin y desde el 1998 es investigador asociada del Instituto Max Planck de Antropología Evolutiva.
Es autora de numerosos artículos de investigación y editora y coautora de libros científicos. También ha participado en varios documentales  como por ejemplo Berggorillas - Ugandas sanfte Riesen  en que explica su investigación sobre los gorilas de montaña de Bwindi, y los vínculos entre la conservación y las comunidades circundantes. También como fotógrafa a ilustrado artículos de revistas especializadas en la natura como  National Geographic.